# There Are No Angels Here
There Are No Angels Here is de twintigste aflevering van het twaalfde seizoen van de televisieserie ER, die voor het eerst werd uitgezonden op 27 april 2006.

## Verhaal
Dr. Pratt is aan het werk in Darfur in een vluchtelingenkamp en behandeld daar een neergeschoten sjeik en zijn zwangere vrouw. De plaatselijke politie is naar de gewonde sjeik op zoek om politieke redenen en dit bemoeilijkt de behandeling van hem. Het lukt de politie de sjeik te arresteren en terwijl hij in de gevangenis zit bevalt zijn vrouw van een gezonde baby. De vrouw krijgt ernstige complicaties en moet snel naar een lokaal ziekenhuis voor verzorging, dr. Pratt gaat samen met dr. Dakarai haar wegbrengen met de auto, onderweg worden zij echter overvallen door leden van de Janjaweed en dr. Pratt moet nu met haar de reis te voet voortzetten met dr. Dakarai achterlatend. Uiteindelijk komen dr. Pratt en de vrouw veilig aan bij het ziekenhuis waar zij haar kunnen helpen. Op de terugweg komt hij langs de achtergelaten auto en zoekt voor dr. Dakari, hij kan hem niet vinden en gaat teleurgesteld terug naar het vluchtelingenkamp. Daar aangekomen ontdekt hij dat de sjeik veilig terug is, hij is door dr. Carter gered uit de gevangenis door het laten geloven dat de sjeik daar overleden was. Om zijn vreugde nog groter te maken ziet hij ineens dr. Dakarai het vluchtelingenkamp binnenlopen, na de aanval van de Janjaweed wist hij te ontsnappen en is te voet teruggekeerd.

## Rolverdeling

### Hoofdrollen
- Mekhi Phifer - Dr. Gregory Pratt
- Eamonn Walker - Dr. Stephen Dakarai
- Noah Wyle - Dr. John Carter

### Gastrollen (selectie)
- Mary McCormack - Debbie
- Quanita Adams - Zahra
- Christopher Gxalaba - Ibrahim
- Thomas Kariuki - Ishaak
- Nkuli Kgositsile - Nyawelah
- Busi Lurayi - Sittina